# Stummelaffen
Die Stummelaffen (Colobini) sind eine Gattungsgruppe aus der Primatenfamilie der Meerkatzenverwandten (Cercopithecidae). Sowohl mit dem deutschen Trivialnamen als auch der wissenschaftlichen Bezeichnung (Colobini beziehungsweise Colobus) wird auf die anatomische Besonderheit des zurückgebildeten, mithin „verstümmelt“ wirkenden Daumen abgestellt (von griechisch κολοβός für „verstümmelt“). Die Verwandtschaftsgruppe teilt sich in drei Gattungen mit 25 Arten.

## Verbreitung
Die Heimat der Stummelaffen ist West-, Zentral- und Ostafrika, ihr Verbreitungsgebiet reicht von Senegal bis Kenia und südlich bis Angola und Sambia.

## Beschreibung
Stummelaffen sind relativ große, schlank gebaute Tiere mit einem langen Schwanz und dünnen, langen Gliedmaßen. Ihre Köpfe sind eher klein und rund und sie haben keine Backentaschen. Der Daumen ist bei den Schwarz-weißen Stummelaffen (Colobus) und den Roten Stummelaffen (Piliocolobus) zu einem kleinen Höcker reduziert worden, beim Grünen Stummelaffen (Procolobus verus) fehlt auch dieses Relikt. Der zurückgebildete Daumen der Stummelaffen wird häufig mit einer Anpassung an die baumbewohnende Lebensweise in Verbindung gebracht und findet sich in ähnlicher Weise auch bei den nicht näher verwandten Klammerschwanzaffen Südamerikas. Die Fellfärbung variiert je nach Gattung. Weibchen der Roten und Grünen Stummelaffen bekommen in der Zeit ihrer Fruchtbarkeit eine deutliche Sexualschwellung (Regelschwellung) in der Gesäßregion. Nicht ausgewachsene Männchen der beiden Gattungen zeigen eine Pseudo-Sexualschwellung.

## Lebensweise
Der Lebensraum der Stummelaffen sind vorwiegend Wälder, meist Regen- und Mangrovenwälder, manchmal aber auch baumbestandene Grasländer. Es sind tagaktive Tiere, die sich meistens in den Bäumen aufhalten. Stummelaffen leben in Gruppen zusammen, wobei das Gruppenverhalten je nach Gattung unterschiedlich ist.

## Nahrung
Stummelaffen ernähren sich in erster Linie von Blättern, daneben nehmen sie auch Früchte und Blüten zu sich. Sie besitzen einen vierkammerigen Magen, wobei die oberen beiden Kammern als „Gärkammern“ mit speziellen Bakterien der Aufspaltung der Zellulose dienen; erst danach kommt die vorverdaute Nahrung in die unteren Mägen, wo sie weiter zersetzt wird, bevor sie in den Darm weiterwandert. Dieses Verdauungssystem ist eine Anpassung an die nährstoffarme Blätternahrung und findet sich in ähnlicher Form auch bei den Wiederkäuern.

## Fortpflanzung
Die Tragzeit beträgt rund fünf bis sechs Monate, danach kommt meist ein Jungtier zur Welt. Bei den Schwarz-weißen Stummelaffen kümmern sich die Weibchen gemeinsam um den Nachwuchs, bei den anderen Gattungen ist die Mutter allein für die Aufzucht der Jungen zuständig. Jungtiere werden nach drei bis vier Jahren (Weibchen) beziehungsweise vier bis sechs Jahren (Männchen) geschlechtsreif.

## Bedrohung
Hauptbedrohung der Stummelaffen sind einerseits die Jagd auf ihr Fleisch und Fell, andererseits der Verlust ihres Lebensraums durch Rodung der Wälder. Erschwerend kommt hinzu, dass etliche Arten in krisengeschüttelten Ländern West- und Zentralafrikas leben, in denen der Tierschutz durch Kriege und humanitäre Tragödien völlig in den Hintergrund gedrängt wird. Fast alle Arten werden von der IUCN als gefährdet oder bedroht gelistet.

## Die Gattungen

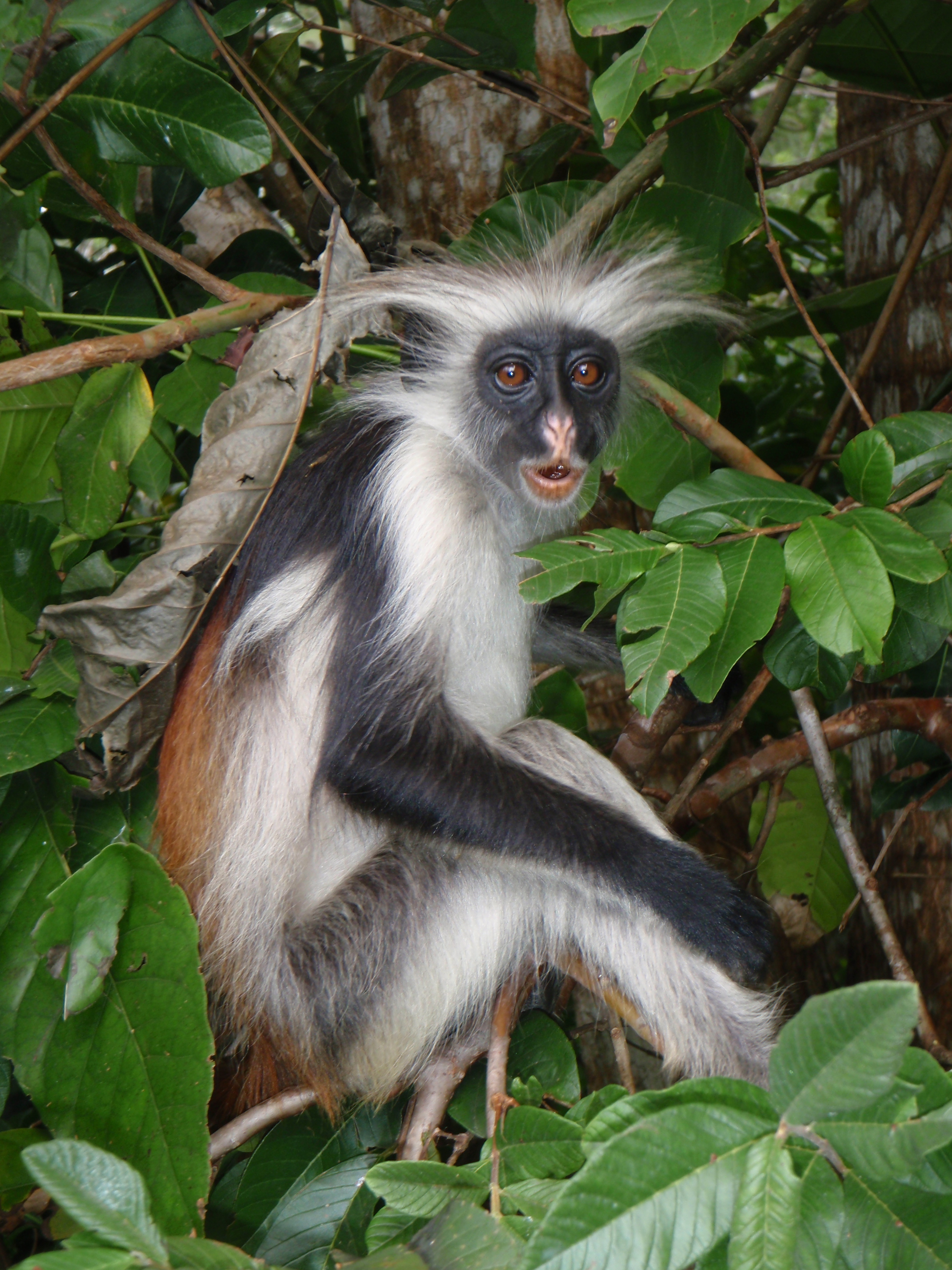
Sansibar-Stummelaffe, ein Vertreter der Roten Stummelaffen

Vor allem hinsichtlich der Fellfärbung werden drei Gattungen mit 25 Arten unterschieden:
- Die Schwarz-weißen Stummelaffen (Colobus) umfassen sechs Arten:
  - Angola-Stummelaffe (C. angolensis)
  - Kilimandscharo-Guereza (C. caudatus)
  - Mantelaffe oder Guereza (C. guereza)
  - Weißbart- oder Bärenstummelaffe (C. polykomos)
  - Schwarzer Stummelaffe (C. satanas)
  - Geoffroy-Stummelaffe (C. vellerosus)
- Die Roten Stummelaffen (Piliocolobus) bestehen aus 18 Arten, ihre Fellfärbung ist rötlichbraun, grau und oft auch schwarz.
  - Westafrikanischer Stummelaffe (Piliocolobus badius)
  - Bouvier-Stummelaffe (Piliocolobus bouvieri)
  - Nigerdelta-Stummelaffe (Piliocolobus epieni)
  - Luvua-Stummelaffe (P. foai)
  - Udzungwa-Stummelaffe (P. gordonorum)
  - Sansibar-Stummelaffe (P. kirkii)
  - Lualaba-Stummelaffe (P. langi)
  - Ulindi-Stummelaffe (P. lulindicus)
  - Oustalet-Stummelaffe (P. oustaleti)
  - Lomami-Stummelaffe (P. parmentieri)
  - Pennant-Stummelaffe (P. pennantii)
  - Preuss-Stummelaffe (P. preussi)
  - Tana-Stummelaffe (P. rufomitratus)
  - Semliki-Stummelaffe (P. semlikiensis)
  - Temminck-Stummelaffe (P. temminckii)
  - Uganda-Stummelaffe (P. tephrosceles)
  - Thollon-Stummelaffe (P. tholloni)
  - Miss Waldrons Roter Stummelaffe (P. waldronae)
- Die Grünen Stummelaffen (Procolobus) umfassen nur eine Art. Ihr Fell ist olivgrün.
  - Grüner Stummelaffe (P. verus)